# Messier (motoryzacja)
Messier – francuskie przedsiębiorstwo produkujące samochody wyższej klasy przed II wojną światową.
George Messier posiadał od 1920 roku fabrykę urządzeń pneumatycznych. Zajął się akcesoriami motoryzacyjnymi, a od lat 1924 - 1926 roku zaczął montować własne modele aut. Korzystał z silników Lycoming i CIME. Jednak w 1931 roku porzucił własną produkcję i skupił się na przemyśle lotniczym. 